# Bob Barnes
Bob Barnes   (Portland, 8 de març de 1913 - Carmel Valley Village, novembre 1970) va ser un dibuixant de còmics nord-americà, conegut per les seves tires còmiques amb gags temàtics matrimonials, com The Better Half.
La primera tira còmica sindicada de Barnes va ser Laugh of the Week / Laff of the Week del 1947 al 1951, succeït per Double-Take del 1952 al 1957. Barnes va llançar The Better Half amb el Register and Tribune Syndicate el 1956, va fer la tira fins a la seva mort per càncer el 12 de novembre de 1970. Unes quantes tires van aparèixer després de la seva mort, continuant fins al 1971.
Va rebre de la National Cartoonists Society el Newspaper Panel Cartoon Award per The Better Half el 1958.

## Vida personal
La seva dona, Ruth, va col·laborar amb ell en el seu treball i es va fer càrrec d'escriure The Better Half després de la seva mort.